# Женщины во время вторжения России на Украину (2022)

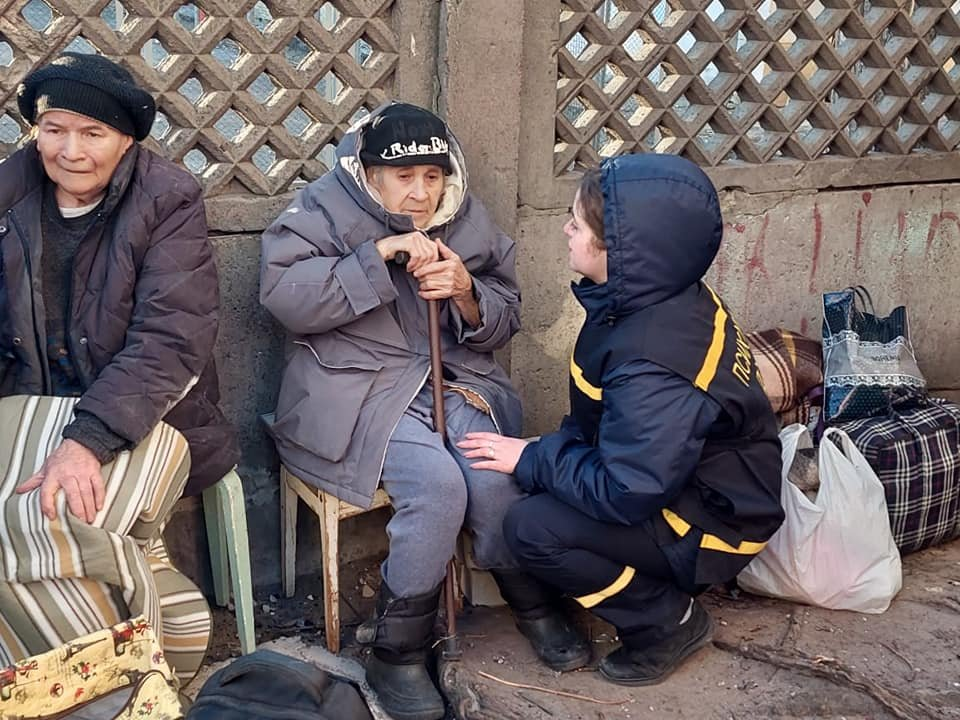
Украинский полицейский с двумя женщинами в Киеве 16 марта 2022.

Женщины играют различные роли во время российского вторжения на Украину в 2022 году, которое началось 24 февраля 2022 года и затронуло различные аспекты жизни.

## История
С началом российско-украинской войны в 2014 году значительно увеличилась роль женщин в украинских вооружённых силах, в том числе несколько должностей, которые были зарезервированы только для мужчин, были открыты только для женщин, а общее количество женщин, служащих, увеличилось более чем в два раза.
Однако дискриминация и притеснения остаются серьёзными проблемами в украинской армии. Украинские гражданские женщины также столкнулись со значительными опасностями и проблемами во время войны. Женщины рома сталкивались с особым уровнем дискриминации, часто им отказывали в статусе внутренне перемещенных лиц, они сталкивались с жёстким расизмом.
Во всём мире женщины и девочки также сталкиваются с повышенным риском из-за перемещения и нарушения нормальной защиты в обществе, а сексуальное насилие используется многими в качестве тактики во время войны, террора, пыток и политических репрессий. По данным структуры «ООН-женщины», более 70 % женщин подвергаются гендерному насилию во время кризисной ситуации, а опубликованные в журнале Lancet Medical Journal работы показывают, что женщины и девочки, пострадавшие от вооружённых конфликтов, подвергаются большему количеству травмирующих переживаний.
В марте 2022 года первая леди Украины Елена Зеленская заявила: «Наше сопротивление, как наша будущая победа, приобрела особенно женственный вид». Она похвалила украинских женщин за службу в армии, воспитание детей в военное время и оказание основных услуг.

## Военные преступления и насилие в отношении женщин

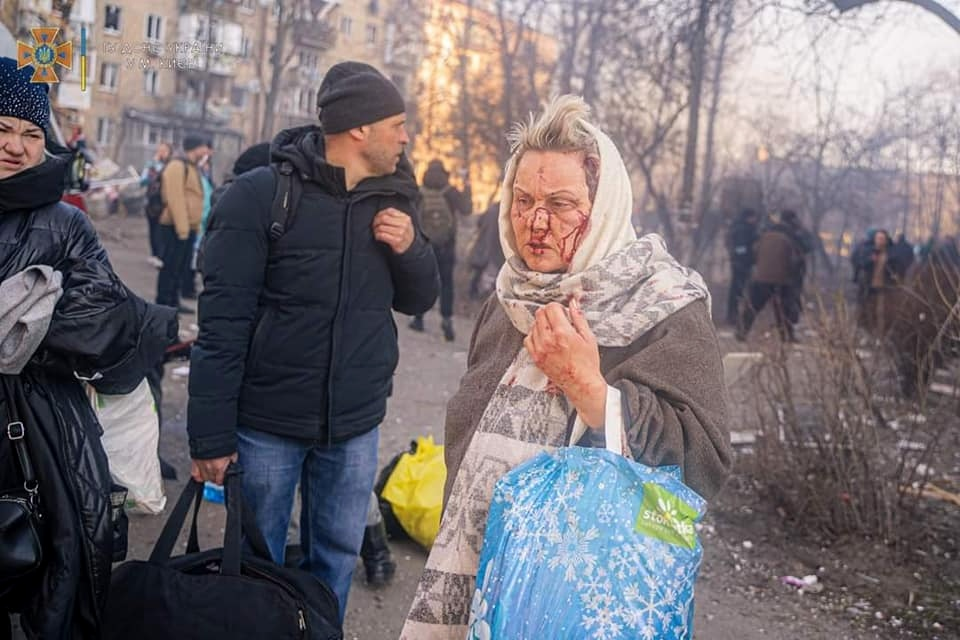
Женщина с травмами лица после обстрела российскими войсками жилого дома в Киеве

Во время вторжения женщины подвергались сексуальному насилию. Украинские депутаты Леся Василенко, Алона Шкрум, Мария Мезенцева и Елена Хоменко заявили, что большинство пожилых женщин в оккупированных Россией городах «были казнены после изнасилования или покончили с собой».
Первое официальное расследование заявлений о сексуальном насилии со стороны российских солдат во время вторжения было начато после того, как 28 марта 2022 года лондонская газета Times опубликовала отчёт женщины, которая утверждала, что её муж был убит, а она была изнасилована в селе Шевченково российскими военнослужащими, солдатом 9 марта 2022 года.
Городской совет Мариуполя заявил, что российские силы насильственно депортировали несколько тысяч украинских женщин и детей из города в Россию. Мариупольская больница подверглась авиаудару по родильному дому в Мариуполе.
С января по сентябрь 2023 года в суды России поступили как минимум 64 дела об изнасилованиях, где обвиняемыми стали военные. В 2022 году таких дел было 110, подсчитали «Сибирь.Реалии». Каждый второй потерпевший — ребёнок.
Бывшие заключённые, вернувшись с войны в Россию, убивали чаще, чем остальные военные и чаще убивали женщин.

## Активные участницы конфликта

### Армейские участницы
Значительное количество женщин вызвались воевать на стороне украинских сил в ответ на вторжение. Миа Блум и София Москаленко из Университета штата Джорджия заявили, что «украинские женщины исторически пользовались независимостью, что не характерно для других частей земного шара» и что «Украина предлагает уникальное понимание роли, которую женщины могут играть в защите нации и в качестве лидеров. В их собственных правах».
За неделю до вторжения Донецкая Народная Республика и Луганская Народная Республика запретили мужчинам в возрасте от 18 до 55 лет покидать регионы, чтобы обеспечить их готовность к призыву на военную службу. После вторжения украинское правительство ввело аналогичный приказ в отношении мужчин в возрасте от 18 до 60 лет. Эти законы вызвали серьёзные споры, отчасти из-за их гендерного характера.

### Журналистки
Женщины сыграли значительную роль в качестве журналисток во время вторжения. Линн Элбер из Associated Press заявила, что «присутствие женщин, освещающих события на Украине, происходит на фоне традиционных ролей и ожиданий», но это присутствие «изменило характер репортажей о войне. Они прикрывают тактику войны, но в равной степени оценивают её потери». По состоянию на 23 марта двое из пяти журналистов, убитых во время вторжения, были женщинами: Александра Кувшинова и Оксана Баулина.
Журналистки столкнулись с особыми трудностями во время вторжения. Внешняя политика, в которой женщины составляют около 23 % «всего экспертов, главных героев или источников» в новостных статьях о вторжении. Foreign Policy также цитирует журналистку Украинского радио Ирину Славинскую, которая после смерти Кувшиновой сказала: «К сожалению, это часто случается с украинскими журналистками на войне», которые, по её словам, вынуждены выбирать между тем, чтобы оставаться в зоне конфликта, чтобы освещать события, или бегством со своими семьями, в дополнение к угрозе сексуального насилия.

## Гражданское население

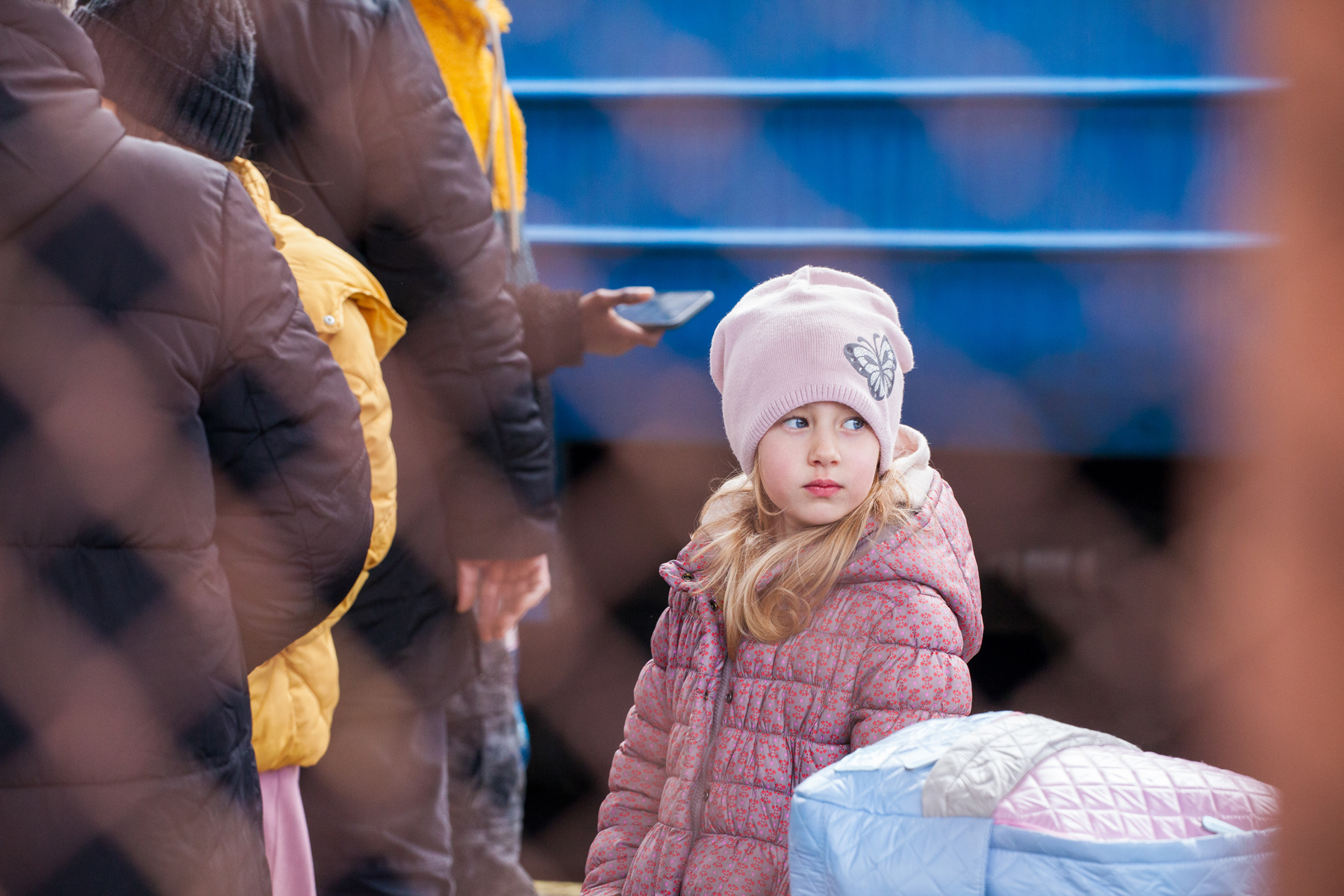
Девочка-беженец на вокзале Перемышль в Польше.

### Влияние на репродуктивное здоровье
Репродуктивное здравоохранение, в том числе медицинское обслуживание беременных, на Украине столкнулось со значительными сбоями из-за вторжения. Международная федерация прав человека заявила, что вторжение «наносит серьёзный ущерб женщинам, девочкам и маргинализированным группам украинского населения и ставит под угрозу их сексуальное и репродуктивное здоровье и права». Кэролайн Ноукс, председатель комитета британского парламента по делам женщин и равноправию, заявила, что «женщины, спасающиеся от войны, потеряли доступ к важнейшему медицинскому обслуживанию. Беременные и кормящие женщины часто не могут получить доступ к жизненно важным дородовым и послеродовым услугам или найти места для безопасных родов».
Многие перинатальные клиники как в Харькове, так и во Львове сообщают о росте числа преждевременных родов, причём этот показатель удваивается или утраивается из-за увеличения стресса и проблем со здоровьем, возникших в результате вторжения. По сообщениям, в клинике в Харькове преждевременные роды составляют 50 % всех родов, что в три раза превышает нормальный показатель, который уже был высоким, поскольку они оказывали помощь женщинам из Донецка и Луганска.
Суррогатные матери на Украине также сообщили о серьёзных проблемах, вызванных вторжением.

### ЛГБТ-женщины
Трансгендерные персоны и небинарные люди столкнулись с дискриминацией в результате войны. Транс-женщины, пытавшиеся покинуть Украину, сталкивались с тем, что их заставляли раздеться и подвергали физическому осмотру со стороны охранников на контрольно-пропускных пунктах, а также препятствовали их выезду в качестве беженцев. Трансгендерным персонам в некоторых случаях рекомендовали не иметь при себе удостоверения личности, чтобы избежать целенаправленных преследований при попытке покинуть Украину. Некоторые трансгендерные персоны, застрявшие на Украине, сообщают, что увеличение доступного оружия из-за вторжения привело к увеличению угроз насилия в отношении трансгендерных персон.
Высказывались также опасения по поводу того, куда многие бегут от российского вторжения, поскольку Польша и Венгрия были осуждены Европейским союзом за принятие законов, направленных против геев. Законы заставили некоторых активистов варшавского и будапештского прайдов выразить опасения, что ЛГБТ-беженцы должны будут продолжать переезжать в другие страны Западной Европы, чтобы быть защищёнными законом.

### Секс-работницы
В российской сфере секс-услуг резко сократилось количество клиентов: часть мобилизовали, другая – покинула страну. В конкуренцию за оставшихся клиентов включились работницы, которые бежали из Украины. Работницы вынуждены снижать цену за свои услуги и соглашаться на клиентов, которых принято избегать. Если до ноября 2022 года по административной статье о занятии проституцией, предполагающей штраф максимум две тысячи рублей, в Москве судили 30–40 человек, то в ноябре таких дел было больше тысячи.

### Беженки

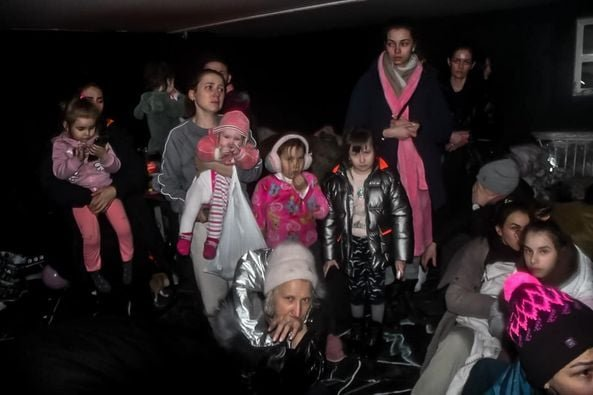
Гражданские беженцы в Мариуполе, 12 марта 2022 года

Женщины составляют значительную часть беженцев, спасающихся от войны. Юлия Грис, единственная женщина-раввин на Украине, была вынуждена покинуть страну из-за вторжения.
Беженки также сталкивались с дискриминацией и насилием за пределами Украины. 22 марта Amnesty International заявила, что «появляющиеся сообщения о гендерном насилии в отношении женщин и девочек вызывают особую озабоченность» с точки зрения защиты беженцев в Польше и что некоторые польские правозащитные группы «наблюдали, как в Люблине мужчины агрессивно приближаются к женщинам, из Украины и предлагая им транспорт и проживание». Движения против абортов в Польше также нацелены на беженцев с помощью пропаганды и дезинформации.

### Жёны военнослужащих
Российское государство поддерживает образ «правильной» жены солдата с помощью чиновников, общественных деятелей, коучей, НКО, тематических пабликов и телевидения. Женщин учат быть «удобными» женщинами — терпеть, вдохновлять и не задавать вопросов. Для героизации «хранительницы очага» по всей стране запускают фотопроекты, самый масштабный из них — «Жёны героев». Гендерная исследовательница Александра Талавер отмечает, что паблики для жён мобилизованных во многом похожи на популярные до войны сообщества вроде «Искусство быть женщиной», в которых советовали «оставаться верной мужчине даже в мыслях» и «признавать в нём лидера». Таким образом, война усиливает традиционные роли в обществе, что приведёт к росту насилия, в том числе в отношении женщин. Психологи, с которыми поговорила «Вёрстка», рассказывали, что чаще всего жёны мобилизованных приходили в состоянии депрессии и эмоционального выгорания.
Спустя год после начала мобилизации жёны мобилизованных стали требовать вернуть домой своих мужчин.

## Антивоенное движение в России

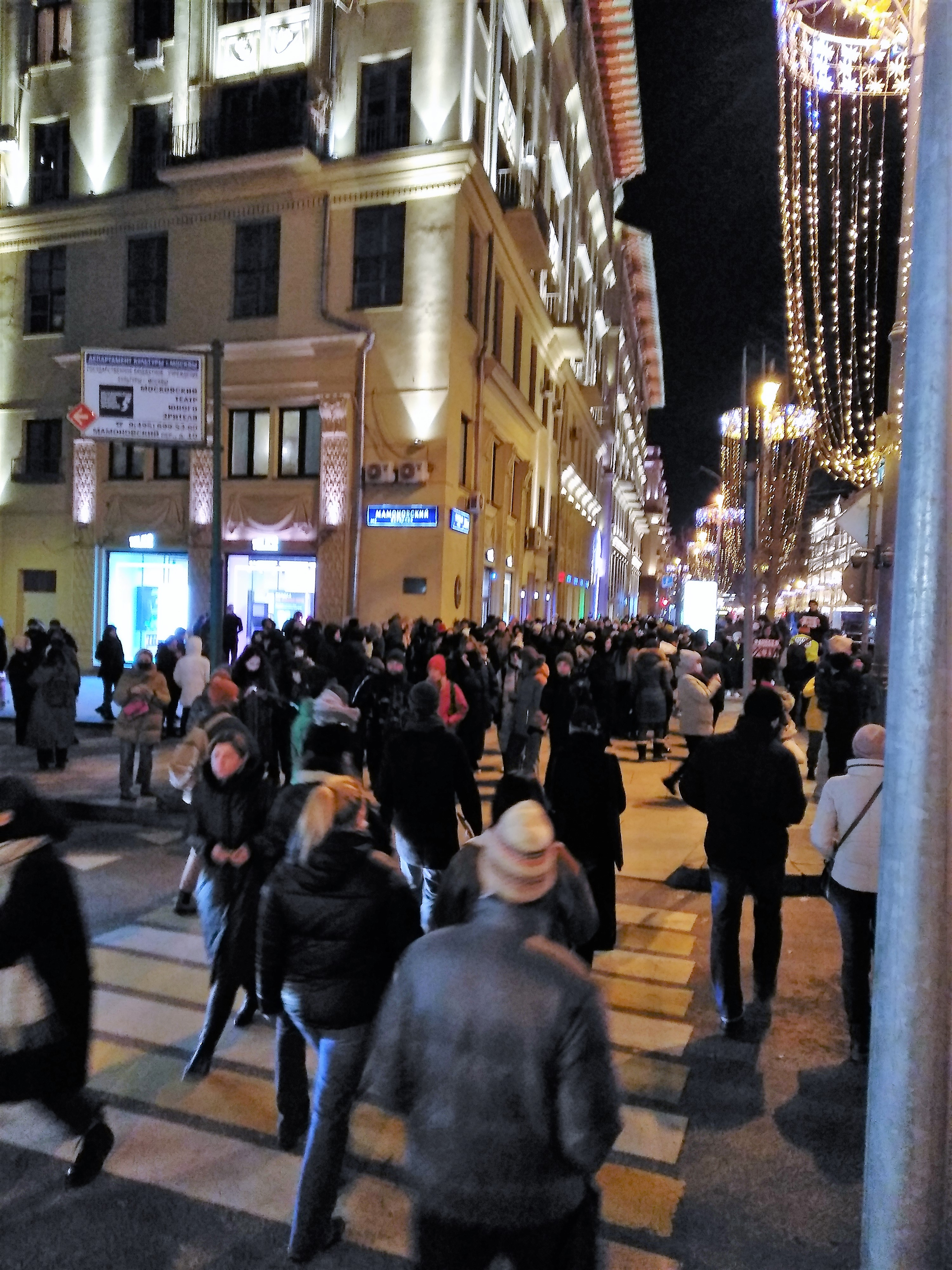
Акция протеста против вторжения на Украину (Москва, 24 февраля 2022 года)

Женщины сыграли значительную роль в антивоенных протестах 2022 года в России. Журналист «Медузы» Алексей Ковалев заявил, что «настоящему насилию и серьёзным тюремным срокам в основном подвергаются женщины».
Феминистское антивоенное сопротивление возникло в России после вторжения, заявив в своём манифесте, что «феминизм как политическая сила не может быть на стороне агрессивной войны и военной оккупации», что «война усугубляет гендерное неравенство и отбрасывает назад завоевания». прав человека на многие годы. Война приносит с собой не только насилие бомб и пуль, но и сексуальное насилие", и что вторжение «велось под знаменем „традиционных ценностей“, провозглашенных правительственными идеологами, [которые] включают гендерное неравенство, эксплуатацию женщин, государственные репрессии против тех, чей образ жизни, самоидентификация и действия не соответствуют узким патриархальным нормам». Группа возглавила акции протеста в Международный женский день 8 марта, протестуя у памятников Великой Отечественной войне в городах по всей России. Против войны высказался и Союз комитетов солдатских матерей России.
Женщины и гендерные меньшинства, протестующие против войны, подвергаются жестокому преследованию со стороны российской полиции, включая угрозы сексуального насилия.